# Valle de Pineta
El Valle de Pineta (en aragonés Valle de Pineta o Valle Verde) es un valle pirenaico situado en la comarca aragonesa de Sobrarbe, al Este del macizo de Monte Perdido, discurriendo rectilíneamente en dirección Sureste durante más de 12 km, desde el Circo de Pineta a los pies del mismo Monte Perdido, hasta la localidad de Bielsa. 
La cabecera del Valle de Pineta forma parte del parque nacional de Ordesa y Monte Perdido, junto con el macizo de Monte Perdido, Valle de Ordesa, Cañón de Añisclo y las Gargantas de Escuaín.

## Geología

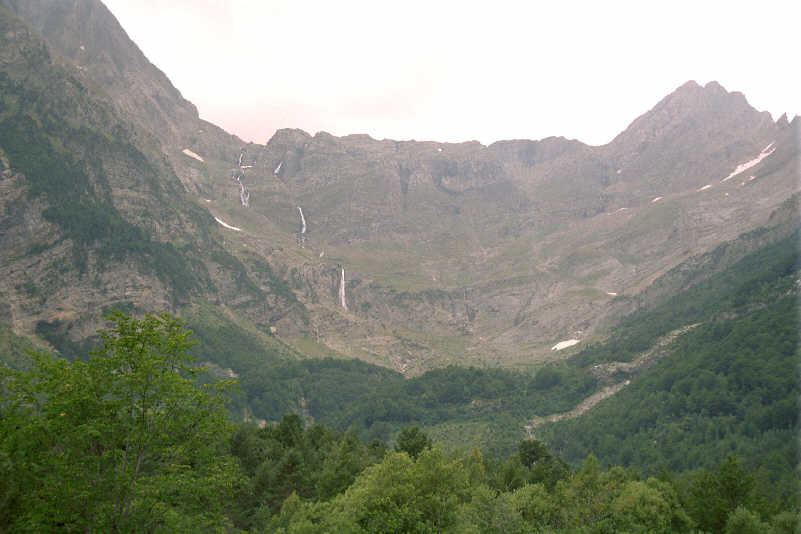
Pared del Circo de Pineta desde el fondo del valle.

Se trata de un impresionante valle glaciar (en forma de "U") delimitado por altas y escarpadas crestas montañosas. Así, la cresta Sur o Sierra de las Tucas es una continuidad de picos entre 2500 y 3000 metros de altura que en menos de 2 km lineales descienden unos 1200-1500 metros hasta el fondo del valle situado a unos 1200-1300 metros de altitud. En esta cresta Sur destacan las Tres Marias, un conjunto de tres picos gemelos y contiguos de 2700 metros de altitud. La cresta Norte es algo menos escarpada y tiene algunos valles glaciares secundarios. El cierre del valle es también una pared muy escarpada, con una sucesión de cascadas majestuosas, en cuya parte superior se encuentra el Circo y Balcón de Pineta, el Lago helado del Marboré y la pared Norte del Monte Perdido.
El Valle de Pineta es el más accesible de todo el parque nacional de Ordesa y Monte Perdido, ya que por su fondo discurre una carretera desde Bielsa hasta el mismo fondo del Valle, donde se encuentra el Parador Nacional Monte Perdido, a los mismos pies del Circo de Pineta y del mazico del Monte Perdido.

## Hidrografía
El río Cinca nace en el glaciar de Marboré, en la base del macizo de las Tres Sorores que corona la cabecera del Valle de Pineta (Monte Perdido).

## Galería de imágenes

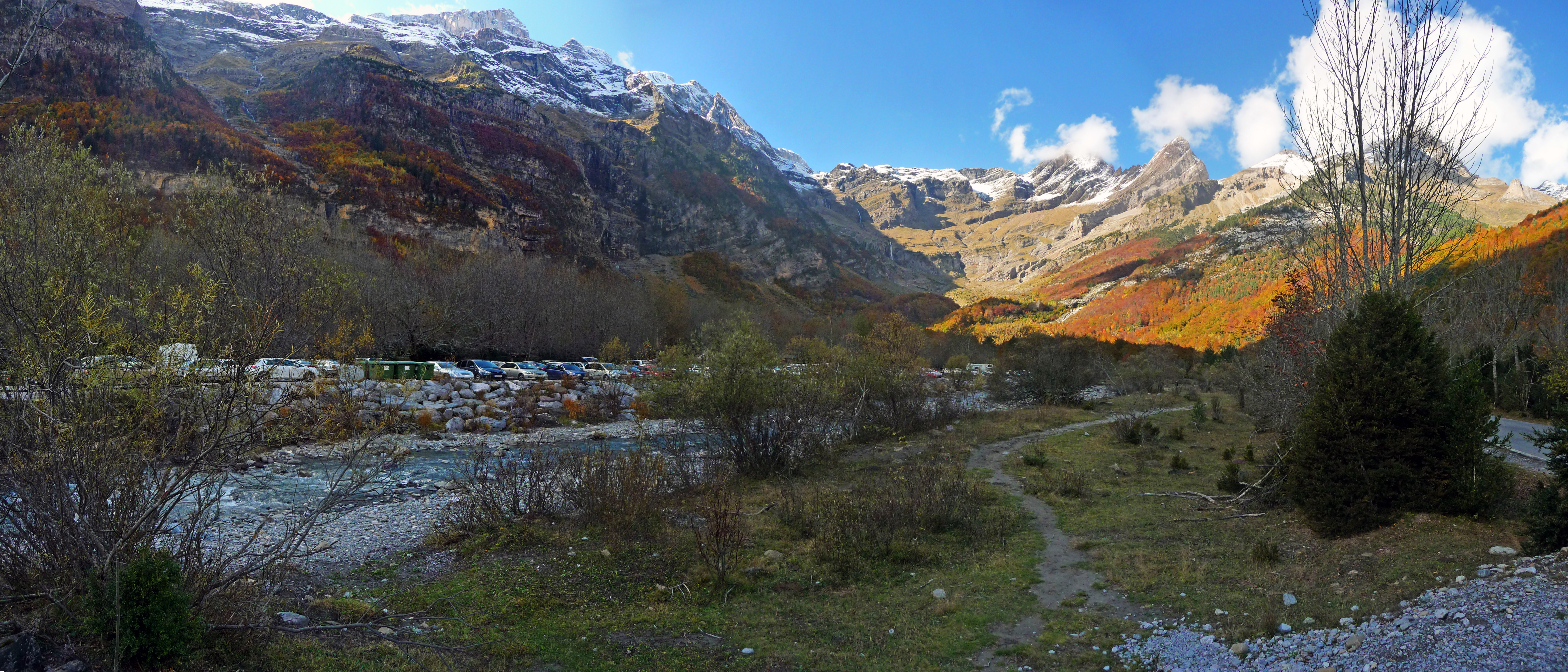
Panorámica del valle.
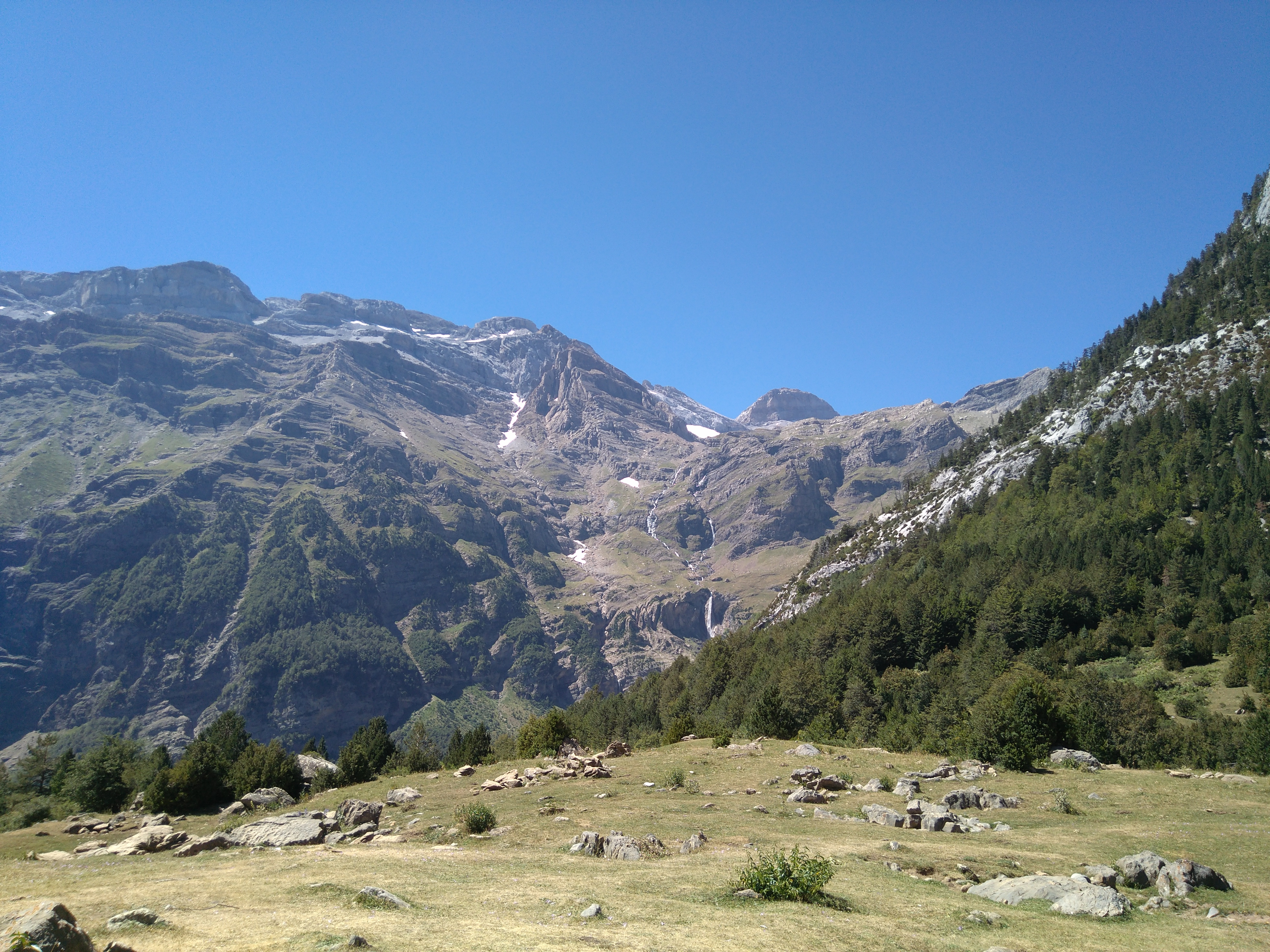
Circo de Pineta y Pico Cilindro desde los Llanos de La Larri.
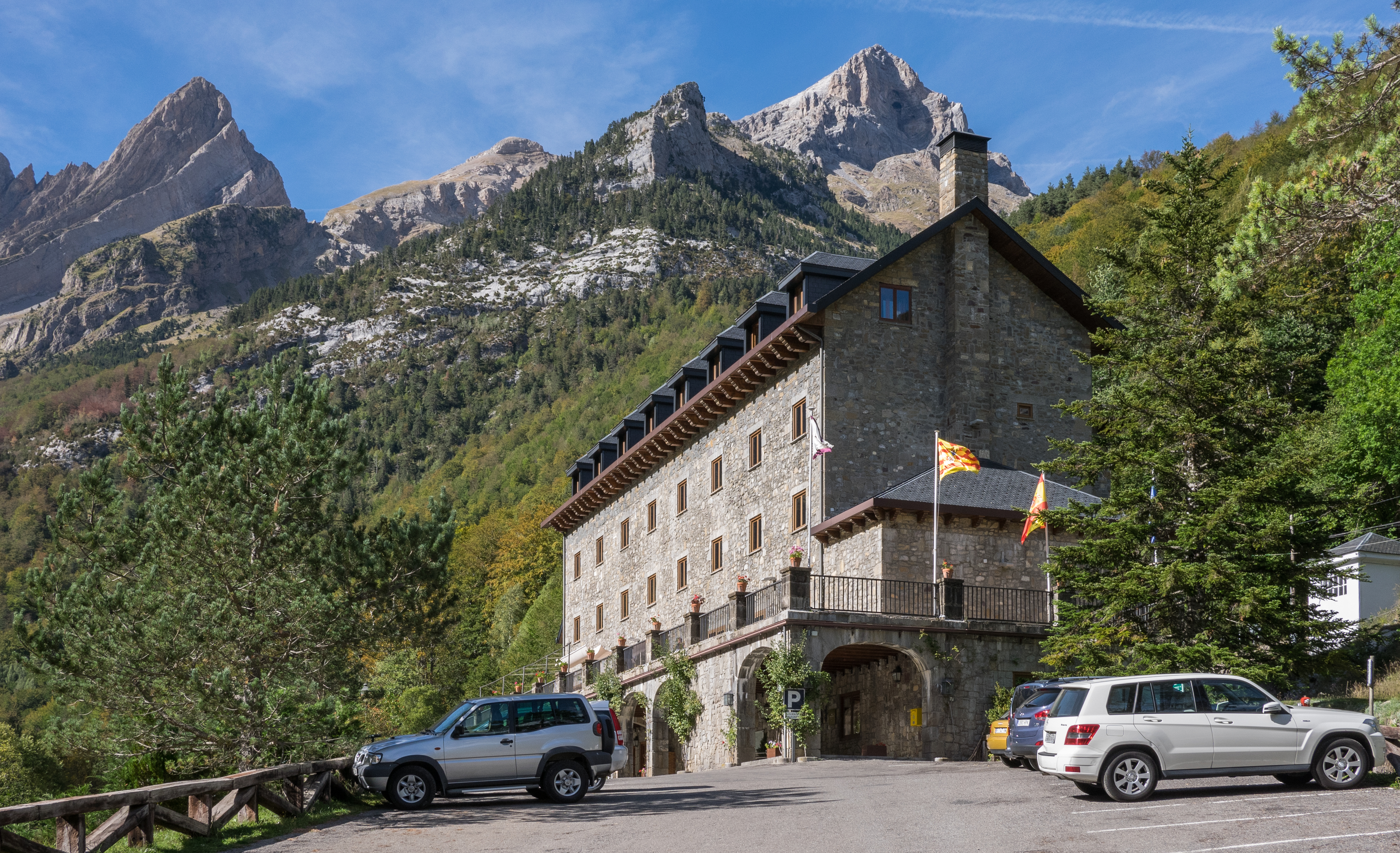
Parador Nacional.
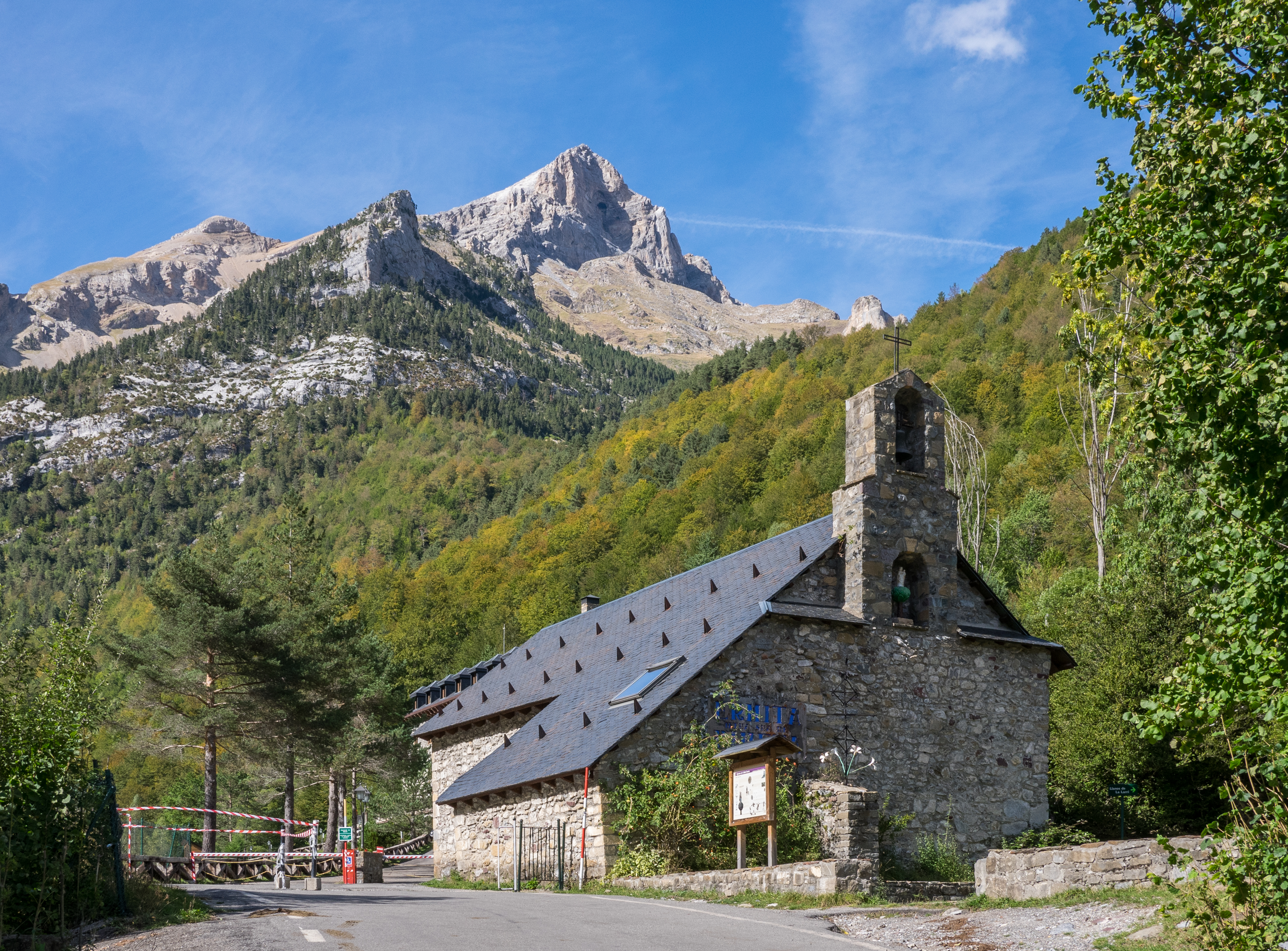
Ermita de Nuestra Sra. de Pineta.